# Стефанія Скварчинська
Стефанія Марія Саломея Скварчинська (уроджена Стрельбицька; 17 листопада 1902, Кам'янка-Струмилова — 28 квітня 1988, Лодзь) — польський теоретик та історик літератури, автор близько 450 праць.

## Біографія
Народилася у родині службовця. Під час першої світової війни сім'я евакуйовувалася до Австрії, однак згодом повернулася. Стефанія навчалася у гімназії Гмундену, Саноку. 1921 року вступила до Львівського університету Яна Казиміра, де на першому курсі написала дослідження «Еволюція образів у Словацького», яке було захищене через 4 роки як дисертація на здобуття ступеню доктора філософських наук.
Влітку 1922 року у Станіславі вийшла заміж за капітана кінної артилерії Тадеуша Скварчинського, офіцера Війська Польського. Відтоді мешкала і працювала там, де служив чоловік: у 1922–1924 роках і 1925–1929 роках у Станіславі викладала у гімназіях польську і французьку мови, була театральним рецензентом «Станіславського кур'єру»; у 1924–1925 у Варшаві студіювала літературознавство у Варшавському університеті, від 1931 до 1932 — у Бресті працювала в гімназії, а від 1932 у Лодзі, де заклала Лодзьке товариство полоністів.
У 1937 році захистила у Львівському університеті дослідження «Естетика макаронізму». Від тоді мешкала і викладала в Лодзі, суміщаючи із викладанням теорії літератури у Львові. У 1938–1939 році їй виділено кафедру історії та теорії літератури у Лодзі, але ІІ Світова війна змусила перервати наукові студії.
З жовтня 1939 року до квітня 1940 працювала доцентом Львівського університету імені І.Франка. У цей час її чоловіка було полонено й ув'язнено у Старобільську. У квітні 1940 Стефанію, як дружину польського офіцера, з трьома малими дітьми вивезли до Казахстану, де вони пробули до листопада.
У 1941 році, одна з небагатьох, зуміла повернутись до Львова завдяки втручанню професора Клейнера, Ванди Василевської та професора Рудольфа Вайгля, в Науково-дослідному інституті висипного тифу котрого вона знайшла роботу та захист як керівник годувальників здорових вошей. Під час німецької окупації брала участь у польському визвольному русі: співпрацювала з Армією Крайовою під псевдонімами Марія і Ярема. Також упродовж 1941–1945 викладала у таємному університеті теорію літератури та історію польської літератури ХХ ст. У квітні 1944 стала доцентом кафедри романістики Львівського університету ім. І.Франка, але одночасно мусила працювати у польській кав'ярні. У травні 1945 року переїхала до Лодзі, де працювала в університеті, керуючи кафедрою теорії літератури (окрім 1951–1958, коли кафедра була ліквідованою). 1981 року стала почесним доктором Лодзького університету.
У 1988 році знято документальний фільм про неї: «Стефанія Скварчинська — шкіц до портрету ученої» Жигмунта Сконєчнего.

## Наукова спадщина
Досліджувала епістолярні тексти (монографія «Теорія листів», видана як праця габілітаційна), генерику, хронотоп. Як історик літератури досліджувала романтизм, бароко, ренесанс та ранній модернізм «Молодої Польщі».